# Coppa del Mondo di slittino 1990
La Coppa del Mondo di slittino 1989/90, tredicesima edizione della manifestazione organizzata dalla Federazione Internazionale Slittino, ebbe inizio il 16 dicembre 1989 ad Igls, in Austria, e si concluse l'11 febbraio 1990 a Winterberg, in Germania Ovest. Furono disputate diciotto gare, sei per ogni tipologia (singolo uomini, singolo donne ed il doppio) in sei differenti località. Nel corso della stagione si tennero anche i Campionati mondiali di slittino 1990 a Calgary, in Canada, ed i Campionati europei di slittino 1990 ad Igls, in Austria, competizioni non valide ai fini della Coppa del Mondo.
Le coppe di cristallo, trofeo conferito ai vincitori del circuito, furono assegnate al tedesco occidentale Georg Hackl per quanto concerne la classifica del singolo uomini, la sovietica Julija Antipova conquistò il trofeo del singolo donne mentre la coppia italiana formata da Hansjörg Raffl e Norbert Huber si aggiudicò la vittoria del doppio.

## Risultati
| Data                | Località   | Nazione          | Specialità       | Primi classificati                         | Secondi classificati                       | Terzi classificati                         |
| ------------------- | ---------- | ---------------- | ---------------- | ------------------------------------------ | ------------------------------------------ | ------------------------------------------ |
| 16-17 dicembre 1989 | Igls       | Austria          | Donne – Singolo  | Jana Bode Germania Ovest                   | Lilija Ludan Unione Sovietica              | Gabriele Kohlisch Germania Est             |
| 16-17 dicembre 1989 | Igls       | Austria          | Uomini – Singolo | Georg Hackl Germania Ovest                 | Arnold Huber Italia                        | Markus Prock Austria                       |
| 16-17 dicembre 1989 | Igls       | Austria          | Uomini – Doppio  | Hansjörg Raffl Norbert Huber Italia        | Jörg Hoffmann Jochen Pietzsch Germania Est | Kurt Brugger Wilfried Huber Italia         |
| 22-23 dicembre 1989 | Sigulda    | Unione Sovietica | Donne – Singolo  | Julija Antipova Unione Sovietica           | Dana Riedel Germania Est                   | Iluta Gaile Unione Sovietica               |
| 22-23 dicembre 1989 | Sigulda    | Unione Sovietica | Uomini – Singolo | Georg Hackl Germania Ovest                 | Jurij Charčenko Unione Sovietica           | Markus Prock Austria                       |
| 22-23 dicembre 1989 | Sigulda    | Unione Sovietica | Uomini – Doppio  | Hansjörg Raffl Norbert Huber Italia        | Yves Mankel Thomas Rudolph Germania Est    | Stefan Ilsanker Georg Hackl Germania Ovest |
| 6-7 gennaio 1990    | Oberhof    | Germania Est     | Donne – Singolo  | Gabriele Kohlisch Germania Est             | Dana Riedel Germania Est                   | Julija Antipova Unione Sovietica           |
| 6-7 gennaio 1990    | Oberhof    | Germania Est     | Uomini – Singolo | René Friedl Germania Est                   | Georg Hackl Germania Ovest                 | Jens Müller Germania Est                   |
| 6-7 gennaio 1990    | Oberhof    | Germania Est     | Uomini – Doppio  | Jörg Hoffmann Jochen Pietzsch Germania Est | Yves Mankel Thomas Rudolph Germania Est    | Rassmann Petzold Germania Est              |
| 20-21 gennaio 1990  | Sarajevo   | Jugoslavia       | Donne – Singolo  | Gerda Weissensteiner Italia                | Julija Antipova Unione Sovietica           | Susi Erdmann Germania Est                  |
| 20-21 gennaio 1990  | Sarajevo   | Jugoslavia       | Uomini – Singolo | Georg Hackl Germania Ovest                 | Norbert Huber Italia                       | Markus Prock Austria                       |
| 20-21 gennaio 1990  | Sarajevo   | Jugoslavia       | Uomini – Doppio  | Hansjörg Raffl Norbert Huber Italia        | Rosenberger Schubert Germania Ovest        | Stefan Ilsanker Georg Hackl Germania Ovest |
| 27-28 gennaio 1990  | Königssee  | Germania Ovest   | Donne – Singolo  | Gerda Weissensteiner Italia                | Jana Bode Germania Ovest                   | Sylke Otto Germania Est                    |
| 27-28 gennaio 1990  | Königssee  | Germania Ovest   | Uomini – Singolo | Georg Hackl Germania Ovest                 | Markus Prock Austria                       | Norbert Huber Italia                       |
| 27-28 gennaio 1990  | Königssee  | Germania Ovest   | Uomini – Doppio  | Stefan Krauße Jan Behrendt Germania Est    | Hansjörg Raffl Norbert Huber Italia        | Kurt Brugger Wilfried Huber Italia         |
| 10-11 febbraio 1990 | Winterberg | Germania Ovest   | Donne – Singolo  | Jana Bode Germania Ovest                   | Susi Erdmann Germania Est                  | Julija Antipova Unione Sovietica           |
| 10-11 febbraio 1990 | Winterberg | Germania Ovest   | Uomini – Singolo | Georg Hackl Germania Ovest                 | Arnold Huber Italia                        | Gerhard Plankensteiner Italia              |
| 10-11 febbraio 1990 | Winterberg | Germania Ovest   | Uomini – Doppio  | Kurt Brugger Wilfried Huber Italia         | Jörg Hoffmann Jochen Pietzsch Germania Est | Hansjörg Raffl Norbert Huber Italia        |

## Classifiche

### Singolo uomini
| Pos. | Nome          | Nazione        |
| ---- | ------------- | -------------- |
| 1    | Georg Hackl   | Germania Ovest |
| 2    | Markus Prock  | Austria        |
| 3    | Norbert Huber | Italia         |

### Singolo donne
| Pos. | Nome                 | Nazione          |
| ---- | -------------------- | ---------------- |
| 1    | Julija Antipova      | Unione Sovietica |
| 2    | Gerda Weissensteiner | Italia           |
| 3    | Jana Bode            | Germania Ovest   |

### Doppio
| Pos. | Nome                         | Nazione        |
| ---- | ---------------------------- | -------------- |
| 1    | Hansjörg Raffl Norbert Huber | Italia         |
| 2    | Kurt Brugger Wilfried Huber  | Italia         |
| 3    | Stefan Ilsanker Georg Hackl  | Germania Ovest |